# لوک هندری
لوک هندری (انگلیسی: Luke Hendrie؛ زادهٔ ۲۷ اوت ۱۹۹۴) بازیکن فوتبال اهل بریتانیا است.
از باشگاه‌هایی که در آن بازی کرده است می‌توان به باشگاه فوتبال هارتل پول یونایتد، باشگاه فوتبال گریمزبی تاون، باشگاه فوتبال کیلمارنوک، باشگاه فوتبال برنلی، باشگاه فوتبال یورک سیتی، باشگاه فوتبال دربی کانتی، باشگاه فوتبال برادفورد سیتی، باشگاه فوتبال شروزبری تاون، و باشگاه فوتبال منچستر یونایتد اشاره کرد.
وی همچنین در تیم‌های ملی فوتبال زیر ۱۶ سال انگلستان و زیر ۱۷ سال انگلستان بازی کرده است.